# Framboesa de Ouro de pior atriz coadjuvante

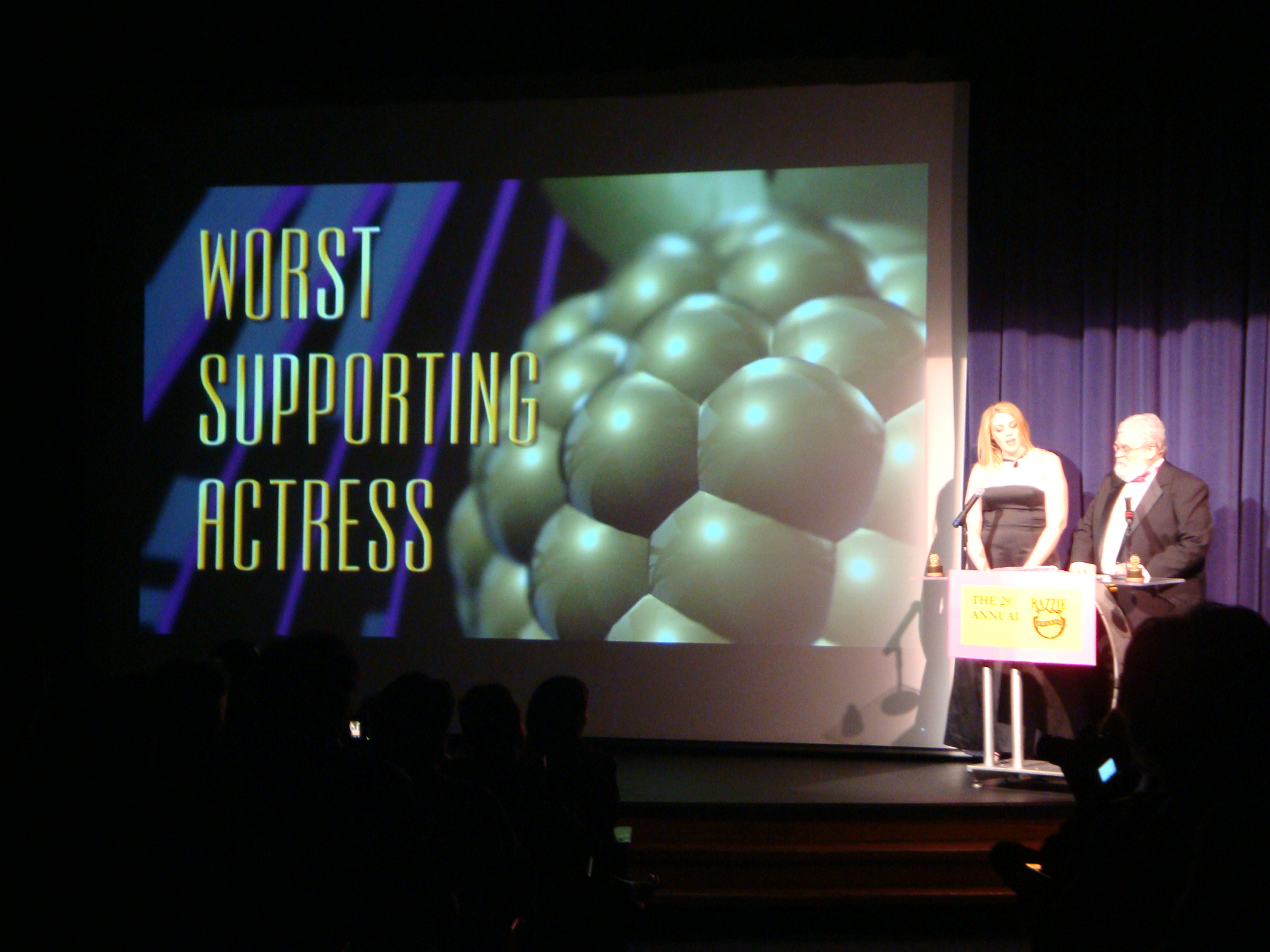
Apresentação de um Framboesa de Ouro de pior atriz secundária.

O Framboesa de Ouro de pior atriz coadjuvante (em inglês: Razzie Award for Worst Supporting Actress), é um dos prêmios oferecidos pela Golden Raspberry Award Foundation (GRAF) durante a realização do Framboesa de Ouro.
- Os vencedores estão em negrito.

| Ano  | Edição | Indicadas                                                                                | Filme                                                                                 | Personagem                                                                              |
| 1980 | 1ª     | Amy Irving Elizabeth Ashley Georg Stanford Brown (travestido) Betsy Palmer Marilyn Sokol | Honeysuckle Rose Windows Stir Crazy Friday the 13th Can't Stop the Music              | Lily Ramsey Andrea Glassen Rory Schultebrand Pamela Voorhees Lulu Brecht                |
| 1981 | 2ª     | Diana Scarwid Rutanya Alda Farrah Fawcett Mara Hobel Shirley Knight                      | Mommie Dearest The Cannonball Run Mommie Dearest Endless Love                         | Christina Crawford Carol Ann Pamela Glover Christina Crawford (criança) Ann Butterfield |
| 1982 | 3ª     | Aileen Quinn Rutanya Alda Colleen Camp Dyan Cannon Lois Nettleton                        | Annie Amityville II: The Possession Sedução Fatal Deathtrap (filme) Butterfly (filme) | Annie Dolores Montelli Robin Myra Bruhl Belle Morgan                                    |
| 1983 | 4ª     | Sybil Danning Bibi Besch Finola Hughes Amy Irving Diana Scarwid                          | Chained Heat / Hercules The Lonely Lady Staying Alive Yentl Strange Invaders          | Ericka/Ariadne Veronica Randall Laura Hadass Margaret Newman                            |

- 1984 Lynn-Holly Johnson - Where the Boys Are '84 
  - Susan Anton - Cannonball Run II
  - Olivia d'Abo - Bolero / Conan the Destroyer
  - Marilu Henner - Cannonball Run II
  - Diane Lane - The Cotton Club / Streets of Fire
- 1985 Brigitte Nielsen - Rocky IV
  - Sandahl Bergman - Red Sonja
  - Marilu Henner - Perfect / Rustlers' Rhapsody
  - Julia Nickson-Soul - Rambo: First Blood Part II
  - Talia Shire - Rocky IV
- 1986 Dom DeLuise (travestido) - Haunted Honeymoon 
  - Louise Fletcher - Invaders from Mars (1986)
  - Zelda Rubinstein - Poltergeist II: The Other Side
  - Beatrice Straight - Power
  - Kristin Scott Thomas - Under the Cherry Moon
- 1987 Daryl Hannah - Wall Street 
  - Gloria Foster - Leonard Part 6 as Medusa Johnson
  - Mariel Hemingway - Superman IV: The Quest for Peace
  - Grace Jones - Siesta
  - Isabella Rossellini - Siesta / Tough Guys Don't Dance
- 1988 Kristy McNichol - Two Moon Junction
  - Eileen Brennan - The New Adventures of Pippi Longstocking
  - Daryl Hannah - High Spirits
  - Mariel Hemingway - Sunset
  - Zelda Rubinstein - Poltergeist III
- 1989 Brooke Shields - Speed Zone
  - Angelyne - Earth Girls Are Easy
  - Anne Bancroft - Bert Rigby, You're a Fool
  - Madonna - Bloodhounds of Broadway
  - Kurt Russell (in drag) - Tango & Cash
- 1990 Sofia Coppola - The Godfather Part III
  - Roseanne Barr (voice only) - Look Who's Talking Too
  - Kim Cattrall - The Bonfire of the Vanities
  - Julie Newmar - Ghosts Can't Do It
  - Ally Sheedy - Betsy's Wedding
- 1991 Sean Young (como a gêmea assassinada) - A Kiss Before Dying
  - Sandra Bernhard - Hudson Hawk
  - John Candy (travestidodrag) - Nothing but Trouble
  - Julia Roberts - Hook
  - Marisa Tomei - Oscar
- 1992 Estelle Getty - Stop! Or My Mom Will Shoot
  - Ann-Margret - Newsies
  - Tracy Pollan - A Stranger Among Us
  - Jeanne Tripplehorn - Basic Instinct
  - Sean Young - Once Upon a Crime
- 1993 Faye Dunaway - The Temp
  - Anne Archer - Body of Evidence
  - Sandra Bullock - Demolition Man as Lt. Lenina Huxley
  - Colleen Camp - Sliver as Judy Marks
  - Janine Turner - Cliffhanger as Jessie Deighan
- 1994 Rosie O'Donnell - Car 54, Where Are You? / Exit to Eden / The Flintstones
  - Kathy Bates - North
  - Elizabeth Taylor - The Flintstones
  - Lesley Ann Warren - Color of Night
  - Sean Young - Even Cowgirls Get the Blues
- 1995 Madonna - Four Rooms
  - Amy a Gorila Falante - Congo
  - Bo Derek - Tommy Boy as Beverly Barish
  - Gina Gershon - Showgirls
  - Lin Tucci - Showgirls
- 1996 Melanie Griffith - Mulholland Falls
  - Faye Dunaway - The Chamber / Dunston Checks In
  - Jami Gertz - Twister
  - Daryl Hannah - Two Much
  - Teri Hatcher - Heaven's Prisoners / 2 Days in the Valley
- 1997 Alicia Silverstone - Batman & Robin
  - Faye Dunaway - Albino Alligator
  - Milla Jovovich - The Fifth Element
  - Julia Louis-Dreyfus - Fathers' Day
  - Uma Thurman - Batman & Robin
- 1998 Maria Pitillo - Godzilla
  - Ellen Albertini Dow - 54
  - Jenny McCarthy - BASEketball
  - Liv Tyler - Armageddon
  - Raquel Welch - Chairman of the Board
- 1999 Denise Richards - The World Is Not Enough 
  - Sofia Coppola - Star Wars: Episode I – The Phantom Menace
  - Salma Hayek - Dogma / Wild Wild West
  - Kevin Kline (como prostituta) - Wild Wild West
  - Juliette Lewis - The Other Sister

## 2000s
| Ano                          | Atriz                                                           | Filme |
| ---------------------------- | --------------------------------------------------------------- | ----- |
| 2000                         |                                                                 |       |
| Kelly Preston                | Battlefield Earth                                               |       |
| Patricia Arquette            | Little Nicky                                                    |       |
| Joan Collins                 | The Flintstones in Viva Rock Vegas                              |       |
| Thandie Newton               | Mission: Impossible II                                          |       |
| Rene Russo                   | The Adventures of Rocky & Bullwinkle                            |       |
| 2001                         |                                                                 |       |
| Estella Warren               | Driven e Planet of the Apes                                     |       |
| Drew Barrymore               | Freddy Got Fingered                                             |       |
| Courteney Cox                | 3000 Miles to Graceland                                         |       |
| Julie Hagerty                | Freddy Got Fingered                                             |       |
| Goldie Hawn                  | Town & Country                                                  |       |
| 2002                         |                                                                 |       |
| Madonna                      | Die Another Day                                                 |       |
| Lara Flynn Boyle             | Men in Black II                                                 |       |
| Bo Derek                     | The Master of Disguise                                          |       |
| Natalie Portman              | Star Wars: Episode II – Attack of the Clones                    |       |
| Rebecca Romijn               | Rollerball                                                      |       |
| 2003                         |                                                                 |       |
| Demi Moore                   | Charlie's Angels: Full Throttle                                 |       |
| Lainie Kazan                 | Gigli                                                           |       |
| Brittany Murphy              | Just Married                                                    |       |
| Kelly Preston                | The Cat in the Hat                                              |       |
| Tara Reid                    | My Boss's Daughter                                              |       |
| 2004                         |                                                                 |       |
| Britney Spears               | Fahrenheit 9/11                                                 |       |
| Carmen Electra               | Starsky & Hutch                                                 |       |
| Jennifer Lopez               | Jersey Girl                                                     |       |
| Condoleezza Rice             | Fahrenheit 9/11                                                 |       |
| Sharon Stone                 | Catwoman                                                        |       |
| 2005                         |                                                                 |       |
| Paris Hilton                 | House of Wax                                                    |       |
| Carmen Electra               | Dirty Love                                                      |       |
| Katie Holmes                 | Batman Begins                                                   |       |
| Ashlee Simpson               | Undiscovered                                                    |       |
| Jessica Simpson              | The Dukes of Hazzard                                            |       |
| 2006                         |                                                                 |       |
| Carmen Electra               | Date Movie' e Scary Movie 4                                     |       |
| Kate Bosworth                | Superman Returns                                                |       |
| Kristin Chenoweth            | Deck the Halls, The Pink Panther e RV                           |       |
| Jenny McCarthy               | John Tucker Must Die                                            |       |
| Michelle Rodriguez           | BloodRayne                                                      |       |
| 2007                         |                                                                 |       |
| Eddie Murphy (como Rasputia) | Norbit                                                          |       |
| Jessica Biel                 | I Now Pronounce You Chuck & Larry e Next                        |       |
| Carmen Electra               | Epic Movie                                                      |       |
| Julia Ormond                 | I Know Who Killed Me                                            |       |
| Nicollette Sheridan          | Code Name: The Cleaner                                          |       |
| 2008                         |                                                                 |       |
| Paris Hilton                 | Repo! The Genetic Opera                                         |       |
| Carmen Electra               | Disaster Movie e Meet the Spartans                              |       |
| Kim Kardashian               | Disaster Movie                                                  |       |
| Jenny McCarthy               | Witless Protection                                              |       |
| Leelee Sobieski              | 88 Minutes e In the Name of the King                            |       |
| 2009                         |                                                                 |       |
| Sienna Miller                | G.I. Joe: The Rise of Cobra                                     |       |
| Candice Bergen               | Bride Wars                                                      |       |
| Ali Larter                   | Obsessed                                                        |       |
| Kelly Preston                | Old Dogs                                                        |       |
| Julie White                  | Transformers: Revenge of the Fallen                             |       |
| 2010                         |                                                                 |       |
| Jessica Alba                 | The Killer Inside Me, Little Fockers, Machete e Valentine's Day |       |
| Cher                         | Burlesque                                                       |       |
| Liza Minnelli                | Sex and the City 2                                              |       |
| Nicola Peltz                 | The Last Airbender                                              |       |
| Barbra Streisand             | Little Fockers                                                  |       |
| 2011                         |                                                                 |       |
| David Spade (travestido)     | Jack and Jill                                                   |       |
| Katie Holmes                 | Jack and Jill                                                   |       |
| Rosie Huntington-Whiteley    | Transformers: Dark of the Moon                                  |       |
| Brandon T. Jackson           | Big Mommas: Like Father, Like Son                               |       |
| Nicole Kidman                | Just Go with It                                                 |       |
| 2012                         |                                                                 |       |
| Rihanna                      | Battleship                                                      |       |
| Jessica Biel                 | Playing for Keeps e Total Recall                                |       |
| Brooklyn Decker              | Battleship e What to Expect When You're Expecting               |       |
| Ashley Greene                | The Twilight Saga: Breaking Dawn – Part 2                       |       |
| Jennifer Lopez               | What to Expect When You're Expecting                            |       |
| 2013                         |                                                                 |       |
| Kim Kardashian               | Temptation: Confessions of a Marriage Counselor                 |       |
| Salma Hayek                  | Grown Ups 2                                                     |       |
| Katherine Heigl              | The Big Wedding                                                 |       |
| Lady Gaga                    | Machete Kills                                                   |       |
| Lindsay Lohan                | InAPPropriate Comedy e Scary Movie 5                            |       |
| 2014                         |                                                                 |       |
| Megan Fox                    | Teenage Mutant Ninja Turtles                                    |       |
| Cameron Diaz                 | Annie                                                           |       |
| Nicola Peltz                 | Transformers: Age of Extinction                                 |       |
| Bridgette Cameron Ridenour   | Saving Christmas                                                |       |
| Susan Sarandon               | Tammy                                                           |       |
| 2015                         |                                                                 |       |
| Kaley Cuoco                  | Alvin and the Chipmunks: The Road Chip' e The Wedding Ringer    |       |
| Rooney Mara                  | Pan                                                             |       |
| Michelle Monaghan            | Pixels                                                          |       |
| Julianne Moore               | Seventh Son                                                     |       |
| Amanda Seyfried              | Love the Coopers e Pan                                          |       |
| 2016                         |                                                                 |       |
| Kristen Wiig                 | Zoolander 2                                                     |       |
| Julianne Hough               | Dirty Grandpa                                                   |       |
| Kate Hudson                  | Mother's Day                                                    |       |
| Aubrey Plaza                 | Dirty Grandpa                                                   |       |
| Jane Seymour                 | Fifty Shades of Black                                           |       |
| Sela Ward                    | Independence Day: Resurgence                                    |       |
| 2017                         |                                                                 |       |
| Kim Basinger                 | Fifty Shades Darker                                             |       |
| Sofia Boutella               | The Mummy                                                       |       |
| Laura Haddock                | Transformers: The Last Knight                                   |       |
| Goldie Hawn                  | Snatched                                                        |       |
| Susan Sarandon               | A Bad Moms Christmas                                            |       |
| 2018                         |                                                                 |       |
| Kellyanne Conway             | Fahrenheit 11/9                                                 |       |
| Marcia Gay Harden            | Fifty Shades Freed                                              |       |
| Kelly Preston                | Gotti                                                           |       |
| Jaz Sinclair                 | Slender Man                                                     |       |
| Melania Trump                | Fahrenheit 11/9                                                 |       |
| 2019                         |                                                                 |       |
| Rebel Wilson                 | Cats                                                            |       |
| Judi Dench                   | Cats                                                            |       |
| Jessica Chastain             | X-Men: Dark Phoenix                                             |       |
| Cassi Davis                  | A Madea Family Funeral                                          |       |
| Fenessa Pineda               | Rambo: Last Blood                                               |       |
| 2020                         |                                                                 |       |
| Maddie Ziegler               | Music                                                           |       |
| Glenn Close                  | Hillbilly Elegy                                                 |       |
| Lucy Hale                    | Fantasy Island                                                  |       |
| Maggie Q                     | Fantasy Island                                                  |       |
| Kristen Wiig                 | Wonder Woman 1984                                               |       |
| 2021                         |                                                                 |       |
| Judy Kaye                    | Diana the Musical                                               |       |
| Amy Adams                    | Dear Evan Hansen                                                |       |
| Sophie Cookson               | Infinite                                                        |       |
| Erin Davie                   | Diana the Musical                                               |       |
| Taryn Manning                | Every Last One of Them                                          |       |
| 2022                         |                                                                 |       |
| Adria Arjona                 | Morbius                                                         |       |
| Fan Bingbing                 | The 355 e The King's Daughter                                   |       |
| Lorraine Bracco              | Pinocchio                                                       |       |
| Penélope Cruz                | The 355                                                         |       |
| Mira Sorvino                 | Lamborghini: The Man Behind the Legend                          |       |
| 2023                         |                                                                 |       |
| Megan Fox                    | Expend4bles                                                     |       |
| Kim Cattrall                 | About My Father                                                 |       |
| Bai Ling                     | Johnny & Clyde                                                  |       |
| Lucy Liu                     | Shazam! Fury of the Gods                                        |       |
| Mary Stuart Masterson        | Five Nights at Freddy's                                         |       |
| 2024                         |                                                                 |       |
| Amy Schumer                  | Unfrosted                                                       |       |
| Ariana DeBose                | Argylle e Kraven the Hunter                                     |       |
| Lesley-Anne Down             | Reagan                                                          |       |
| Emma Roberts                 | Madame Web                                                      |       |
| FKA Twigs                    | The Crow                                                        |       |